# Mori Kazuhiro
Kazuhiro Mori (sinh ngày 17 tháng 4 năm 1981) là một cầu thủ bóng đá người Nhật Bản.

## Sự nghiệp câu lạc bộ
Kazuhiro Mori đã từng chơi cho Vissel Kobe, Rosso Kumamoto và Banditonce Kobe.